# Aircastle
Aircastle Limited est une entreprise de location d'avions qui acquiert, loue et vend des avions de ligne commerciaux à des compagnies aériennes du monde entier. Elle a son siège social à Stamford, dans le Connecticut, avec des bureaux à Dublin et à Singapour. Aircastle a été constituée le 29 octobre 2004.
Au 30 septembre 2019, Aircastle possède et gère 277 avions loués à 87 clients situés dans 48 pays.
D'août 2006 à mars 2020, Aircastle était cotée à la Bourse de New York sous le symbole boursier AYR,.
Le 6 novembre 2019, Aircastle a conclu un accord de fusion avec Marubeni et Mizuho Leasing pour un prix de 32 $ par action, valorisant l’entreprise à 7,4 milliards ; Marubeni était auparavant le principal actionnaire d’Aircastle. L’acquisition a été finalisée le 27 mars 2020.